# Oldsmobile Alero
El Oldsmobile Alero fue un coche compacto producido por Oldsmobile desde 1999 hasta 2004. 
El Alero fue introducido en la primavera de 1998 como modelo 1999 para reemplazar al Achieva y Cutlass. El Alero entró en producción el 6 de abril de 1998. Todos los Aleros fueron construidos en Lansing, Míchigan. El Alero fue el último coche compacto de Oldsmobile, así como el último vehículo vendido bajo esa marca. La producción terminó el 28 de abril de 2004.

## Historia
El diseño del Alero era originalmente basado en el Alero Alfa que fue un coche de concepto, un automóvil V6 coupé deportivo con motor que contó con muchos elementos de diseño vistos en el Alero, así como algunos que nunca fueron destinados a la producción.
El Alero fue vendido como un automóvil de cuatro puertas sedán o como dos puertas coupé. Compartió su chasis y en muchas partes, incluyendo los motores, con el Pontiac Grand Am, el otro compacto sedán. Todos los Aleros vinieron en las versiones de GX, de nivel medio GL, o de gama alta GLS. 
El Alero experimentó cambios mínimos durante sus 5 años de emisión. La mayoría de estos cambios, fueron en la elección de los motores o las opciones. 
El Alero era un coche únicamente fabricado en Estados Unidos que se tenía que importar si el comprador solicitaba el coche fuera.